# برای زندگی (آلبوم چندآهنگه)
برای زندگی (به انگلیسی: For Life) پنجمین آلبوم چندآهنگه گروه اکسو است. این آلبوم در ۱۹ دسامبر ۲۰۱۶، توسط اس. ام. اینترتینمنت، در دو نسخهٔ کره‌ای و چینی منتشر شد.